# Meleager z Gadary
Meleager z Gadary (stgr. Μελέαγρος Meleagros) – grecki poeta z I wieku p.n.e.
Autor między innymi 128 zachowanych epigramów. Około 60 r. p.n.e. stworzył pierwszą antologię zatytułowaną Wieniec (Στέφανος Stephanos), zawierającą epigramy jego własne i czterdziestu ośmiu najsłynniejszych poetów greckich, między innymi Safony, Leonidasa z Tarentu, Erinny z Telos, Asklepiadesa z Samos, Kallimacha z Cyreny, Symonidesa z Keos, Antypatra z Sydonu.
Filip z Tessaloniki w I wieku, w czasach cesarza Kaliguli, rozszerzył antologię Meleagra o epigramy trzynastu późniejszych poetów. Zbiory te nie przetrwały do współczesności, ale w X wieku Konstantyn Kefalas zredagował, opierając się na nich i innych antologiach, bardzo obszerny, liczący piętnaście ksiąg, zbiór epigramów w układzie tematycznym. Zachowany w bibliotece Palatynatu w Heidelbergu jedyny rękopis jego dzieła został wydany pod koniec XVIII wieku i znany jest jako Antologia Palatyńska.
Wcześniej (XIV wiek) mnich konstantynopolitański Maksym Planudes sporządził składający się z siedmiu ksiąg wyciąg ze zbioru Konstantyna. Pod koniec XV wieku został on wydany jako Antologia Planudejska.
W ten sposób do czasów współczesnych przetrwała część greckich epigramów.